# Breakfast in America
Breakfast in America is het zesde studioalbum van de Britse rockband Supertramp. Het werd op 29 maart 1979 door A&M Records uitgebracht.
Het album leverde vier hits op: "The Logical Song" (nr. 6), "Goodbye Stranger" (15), "Take the Long Way Home" (10), en Breakfast in America (62).
Van het album werden in de Verenigde Staten meer dan vier miljoen en wereldwijd elf miljoen exemplaren verkocht. Het album werd een nummer één-hit in de Billboard 200.

## Tracklist
| Nr. | Titel                | Duur |
| --- | -------------------- | ---- |
| 1.  | Gone Hollywood       | 5:20 |
| 2.  | The Logical Song     | 4:10 |
| 3.  | Goodbye Stranger     | 5:50 |
| 4.  | Breakfast in America | 2:38 |
| 5.  | Oh Darling           | 3:58 |

| Nr. | Titel                      | Duur |
| --- | -------------------------- | ---- |
| 6.  | Take the Long Way Home     | 5:08 |
| 7.  | Lord Is It Mine            | 4:09 |
| 8.  | Just Another Nervous Wreck | 4:26 |
| 9.  | Casual Conservations       | 2:58 |
| 10. | Child of Vision            | 7:25 |

## Bezetting
- Rick Davies - zang, keyboard
- John Helliwell - saxofoon, zang, houtblazers
- Roger Hodgson - gitaar, keyboard, zang
- Bob Siebenberg - drums
- Dougie Thomson - basgitaar

Overig personeel
- Slyde Hyde - trombone, tuba